# Carl August Gottlieb Döring
Carl August Gottlieb Döring (* 1824 in Zwenkau; † unbekannt) war ein deutscher Lehrer und Autor.

## Leben und Wirken
Nach dem Schulbesuch und einer Lehrerausbildung wurde Döring 1845 Lehrer in Kornbach, später (1845) wechselte er als 14. Lehrer an die allgemeine Bürgerschule nach Plauen. Ab 1865 war er als vierter Bürgerschullehrer und Turnlehrer an der dritten Bürgerschule in Plauen tätig.
Seine Spiel- und Turnbücher erschienen in mehrfacher Auflage.

## Schriften (Auswahl)
- Dreiundsechszig Spiele für Knaben und Mädchen, zum Gebrauch bei Schul- u. Kinderfesten, Spaziergängen und andern fröhlichen Gelegenheiten. Neupert, Plauen, 1860; Neupert. 4. Aufl. 1867.
- Das A B C im Turnen. Neupert, Plauen, 1857; 2. Aufl. 1861.